# أختي، قاتلة متسلسلة (رواية)
أختي، قاتلة متسلسلة هي رواية مثيرة صدرت عام 2018 للكاتبة النيجيرية أوينكان بريثويت [الإنجليزية]. وهي روايتها الأولى، نُشرت في الأصل في نيجيريا ككتاب إلكتروني بعنوان "أسمك من الماء" في عام 2017، قبل إصدارها في الولايات المتحدة عن دار دابلداي في 20 نوفمبر 2018.

## حبكة
في لاغوس، نيجيريا، كوريدي ممرضة لها علاقة وثيقة مع أختها الصغرى أيولا. أيولا هي الأخت الأكثر جمالًا والمفضلة وربما المعتلة اجتماعيًا. تطعن أيولا ثلاث صديقات لها حتى الموت، ربما دفاعًا عن النفس. وفي كل مرة مثل المرات السابقة، تساعد كوريدي في التخلص من الجثة وإزالة الأدلة.
تخشى كوريدي استمرار أختها بالقتل مرة أخرى، أو يقبض عليهما، ولا تثق بأي شخص سوى مريضة في غيبوبة في المستشفى التي تعمل بها. إنها تحب تادي، الطبيب الوسيم اللطيف الذي لا يلاحظ عاطفتها. ومع ذلك، عند لقائه بأيولا، يقع في غرامها على الفور ويبدأ مواعدتها. تخشى كوريدي أن يكون تادي هو الضحية التالية لأيولا.